# Isaura
Isaura Santos (Gouveia, 15 de julio de 1989), conocida públicamente sólo con el monónimo Isaura, es una cantante y compositora portuguesa. Compuso la canción "O Jardim", interpretada por Cláudia Pascoal, quien representó a Portugal en el Festival de Eurovisión 2018 en Lisboa.

## Carrera
Se dio a conocer al público en 2010 cuando participó en la cuarta edición del concurso de talentos Operação Triunfo, versión portuguesa del concurso de talentos español Operación Triunfo. Quedó en octavo lugar en la competencia.
En 2015 lanzó su primer EP, Serendipity, que incluye "Useless" y "Change It". En el mismo año colaboró con Diogo Piçarra en "Meu é Teu".
En 2017 escribió, compuso y produjo "O Jardim", la canción ganadora del Festival de la Canción 2018, que representó a Portugal en el Festival de Eurovisión 2018. Esta canción fue interpretada por Cláudia Pascoal y la propia Isaura. A pocos días de ganar el Festival de la Canción 2018, "O Jardim" alcanzó el 1er lugar en la lista de iTunes en Portugal. Siguió la participación en Eurovisión, donde la canción acabó quedando en último lugar en la fase final del concurso.
En 2018 lanzó su álbum debut, por Universal Music Portugal, titulado " Human ", del cual los sencillos "I Need Ya" y "Busy Tone" y "Closer" produjeron en colaboración con Diogo Piçarra.
En marzo de 2019 lanzó "Liga-Desliga", su primera canción en portugués tras el Festival de la Canción de 2018. El nuevo trabajo en portugués también se conoce como " Uma Frase Não Faz A Canção " con Luisa Sobral.

## Vida privada
Isaura es abiertamente lesbiana.